# Черноморка (Николаевская область)
Черноморка (укр. Чорноморка) — село в Очаковском районе Николаевской области Украины.
Население по переписи 2001 года составляло 2564 человек. Почтовый индекс — 57515. Телефонный код — 5154. Занимает площадь 5,5 км².

## История
В 1946 году указом ПВС УССР село Великий Бейкуш переименовано в Черноморку.

## Курортная зона
Курортная зона Черноморки находится на Черноморской косе и расположена в 5 км от центра села. Омывается данная коса водами Днепро-Бугского лимана. Здесь расположены базы отдыха "Санта", "Парус", "Нептун", "Таверна" и "Черноморка", часть из которых является реконструированным наследием советской эпохи.

## Местный совет
57515, Николаевская обл., Очаковский р-н, с. Черноморка, ул. Суворова, 126